# FranceNet

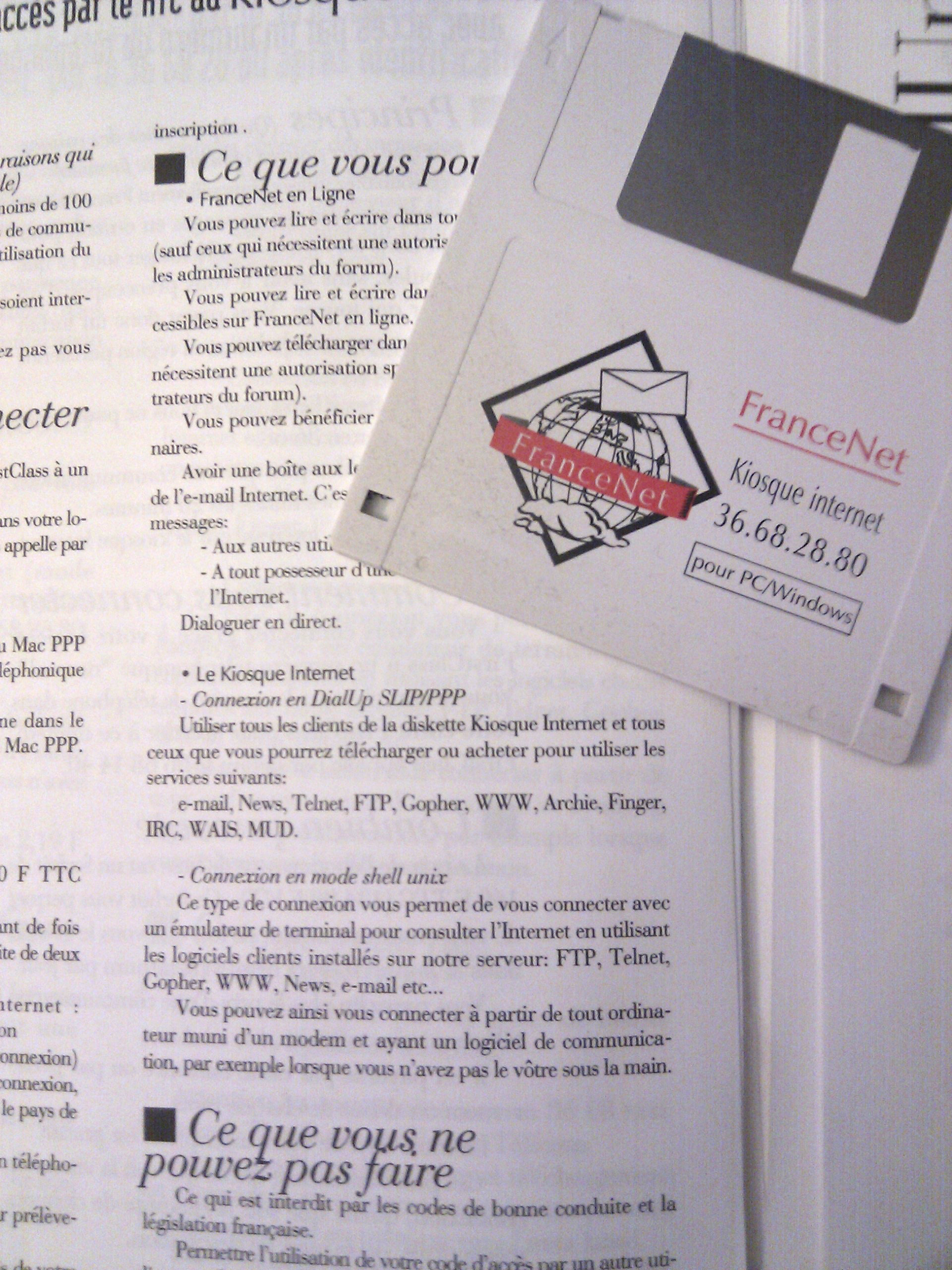
Kit de connexion à FranceNet, 1994

FranceNet est un ancien fournisseur d'accès à Internet, grand public (dial-up) français, créé par Rafi Haladjian en avril 1994 dans le 15e arrondissement de Paris.
Avec Worldnet, fondé en juin 1994, et ImagiNet, fondé en avril 1995 par Patrick Robin et avant Club Internet, FranceNet fut le premier à proposer un kit de connexion grand-public, à une époque où il existait 100 000 internautes en France. La premier fournisseur français fut Oleane (en) (1992), destiné aux entreprises.
La société a été mise en examen en mai 1996 pour avoir « diffusé, fixé, enregistré ou transmis l'image d'un mineur lorsque cette image présente un caractère pornographique ». Un non-lieu a été prononcé après deux ans de procès.
En 2000, FranceNet est rebaptisée Fluxus.
En 2001, elle est revendue à British Telecom.